# Münzstätte Sangerhausen
Landgraf Balthasar von Thüringen (1349/79–1406) ließ 1391 die Münzstätte Sangerhausen errichten. Die meißnischen Groschen der neuen Münzstätte waren die ersten außerhalb der Landesmünzstätte Freiberg geschlagenen Groschen. Mit dem Tod Balthasars im Jahr 1406 wurde die landgräfliche Münze geschlossen.
Kurfürst Friedrich II. von Sachsen (1428–1464) nahm die Münzstätte von etwa 1445 bis 1449 nochmals in Betrieb. Die Münzprägung erfolgte wahrscheinlich als Ausgleich dafür, dass Herzog Wilhelm III. (1445–1482) während des Bruderkrieges in Jena Groschen schlagen ließ.

## Geschichte
Die Landeshauptmünzstätte der Wettiner befand sich seit dem 13. Jahrhundert in Freiberg. Daneben errichteten die meißnisch-sächsischen Landesfürsten für die Herstellung ihrer silbernen Groschenwährung Ende des 14.- und im 15. Jahrhundert weitere Münzstätten in Sangerhausen, Zwickau, Gotha, Leipzig, Weimar, Colditz, Wittenberg und Langensalza, die zum Teil nur zeitweise und mit Unterbrechungen in Betrieb waren.

### Münzprägung unter Balthasar
Im Jahr 1391 wurde zum ersten Mal in der meißnischen Groschengeschichte außerhalb der Landesmünzstätte Freiberg in der neu errichteten Münzstätte Sangerhausen Groschen geprägt. Die neue Münze war für Zahlungsverpflichtungen im Harzer Silberbergbau errichtet worden. Landgraf Balthasar von Thüringen gab in diesem Jahr seinem langjährigen Freiberger Münzmeister Nyckel von Meideburg († 1401) den Auftrag, in Sangerhausen nach gleichem Schrot und Korn wie in Freiberg Groschengeld zu schlagen. Die meißnischen Groschen wurden zunächst mit einem kleinen s vor dem stehenden Löwen gekennzeichnet. Der Bruder Balthasars, Mark- und Landgraf Friedrich III. (1349–1381), hatte die Stadt Sangerhausen 1369 vom Herzog Magnus von Braunschweig für 800 Schock Breite Groschen erworben. Münzmeister Meideburg, der selbst im Harz Silbergruben und Schmelzhütten angelegt hatte, wurde ebenso wie der Graf von Stolberg verpflichtet, alles Silber in die neu errichtete Münze zu liefern. Da die Groschen aus Sangerhausen mit dem Zeichen s selten vorkommen ist anzunehmen, dass Balthasar diese Münzen nur zwei Jahre prägen ließ. Ab 1393 haben die Groschen des Landgrafen das Beizeichen b (Fürstengroschen) vor dem steigenden Meißner Löwen, ebenso wie seine Freiberger Groschen. Da sich die Groschen aus Sangerhausen von den Groschen der Landesmünze unterscheiden mussten, wurde von 1393 bis etwa Ende 1395 die CR VX-Legende so angeordnet, dass sie unter dem Wort GRACIA beginnt. Ab 1396 bis zur Schließung der Münzstätte im Jahr 1406 wurde als Unterscheidungsmerkmal der Sangerhäuser Groschen BALThA als Abkürzung für den Namen Balthasar aufgeprägt. Die in der Freiberger Münze geschlagenen Groschen des Landgrafen tragen den abgekürzten Namen BALTh.
Nach dem Tod des Münzmeisters Nyckel von Meideburg († Anfang 1401), der von 1392 bis 1395 vom Landgrafen Balthasar alle Silberbergwerke in der Herrschaft des Grafen Heinrich zu Stolberg überlassen bekommen hatte, übertrug Balthasar das Münzmeisteramt in Sangerhausen Andreas Müller nebst Sohn Claus. Der Witwe des Münzmeisters wies er für die langen und treuen Dienste ihres Mannes eine jährliche Rente in Höhe von 20 Schock Groschen der Sangerhäuser oder Freiberger Münze an. Urkundlich nachgewiesen ist auch, dass der Landgraf der Witwe und ihren Kindern das Bergwerksrecht bestätigte. Meideburg war seit 1380 Münzmeister in Freiberg, wo er den größten Teil der Groschen Balthasars prägte. Elf Jahre später war er zugleich Münzmeister in Sangerhausen.

### Münzprägung unter Friedrich II.
Mit dem Tod des Landgrafen Balthasar im Jahr 1406 endete spätestens die Groschenprägung in Sangerhausen. Kurfürst Friedrich II. von Sachsen nahm jedoch die Münzstätte von etwa 1445 bis 1449 wahrscheinlich wegen der Alleinprägung seines Bruders Wilhelm III. in Jena nochmals in Betrieb.
Wahrscheinlich war der Zwickauer Münzmeister Jürge Silberborner trotz des sogenannten Bruderkrieges auch in der wiedereröffneten Thüringer Münze in Sangerhausen tätig. Die Stadt Sangerhausen gehörte damals zum meißnischen Besitz des Stammlandes.

### Ort der Münzstätte
Die mittelalterliche Groschenmünze befand sich im Alten Schloss wahrscheinlich im sogenannten Münzturm. Nach dem Aussterben der Thüringer Landgrafen ließ Heinrich der Erlauchte (1221–1230–1288) im Jahre 1249 Sangerhausen als Grenzfeste der Wettiner ausbauen und über der Stadt das Alte Schloss als wehrhafte Burg errichten. Vom alten Schloss, heute Sitz der Musikschule des Landkreises Sangerhausen, sind nur noch Reste der einstigen Bebauung an der Ostseite des Alten Marktes vorhanden.

### Kipper- und Wipperzeit
In der Zeit der Geldverfälschung, der Kipper- und Wipperzeit, wurde die Monopolstellung der Dresdner Münze mit der Errichtung von Kippermünzstätten durchbrochen. Auch in Sangerhausen setzte 1621 die in immer größeren Umfang betriebene Herstellung von sogenannten Interims- oder Kippermünzen ein. Bekannt sind nur die für Kurfürst Johann Georg I. (1611–1656) 1621 geprägten
- 24- und 30 Kreuzerstücke sowie
- Doppelschreckenberger.

Der Münzmeister der Kippermünzstätte Friedrich Ulm verwendete für die Kippermünzen das Münzzeichen S.
In Johann Ludwig Schmidts Abhandlung von den Münzsorten (1792) ist die Kippermünzstätte Sangerhausen erwähnt:
Die Chroniken sind hin und wieder voll von Beschreibungen des zu dieser Zeit gewesenen elenden Münzzustandes und großen Theuerung. Unter selbigen ist besonders merkwürdig Sam. Müllers Chronik der Stadt Sangerhausen, so 1731 in 4. herausgekommen. Da wird S. 10. 11. und 12. in folgenden Worten diese Erzählung gemacht: „Auf dem Schloß, nemlich zu Sangerhausen, ist ao. 1621 eine Münze erbauet worden; denn damals hatte der Satan die Münzen geringert. […] Carl Christoph von Brandenstein, Cammertath, und nachmals Grafe, war Director, wurden Münzsorten geschlagen, halbe-Gülden-Stück, Engelthaler, einer zu drey und endlich zu fünf Gülden, halbe Engelthaler, von den Engeln darauf gepräget, genennt, acht Groschen- und vier Groschen-Stücke, Groschen und Pfennige. War aber fast alles lauter Kupfer, nur ausgesotten und weiß gemacht, das hielt etwa acht Tage, dann wurde der Zustand roth […].“
Carl Christoph von Brandenstein war kurfürstlicher Kammerrat und Ratgeber des Kurfürsten. Die Prägung der sogenannten Kippermünzen lag in Sachsen in seiner Verantwortung. Über sein Wirken ist wenig bekannt, da wahrscheinlich allzu aufschlussreiche Akten beseitigt wurden.

## Die Münzen der Münzstätte

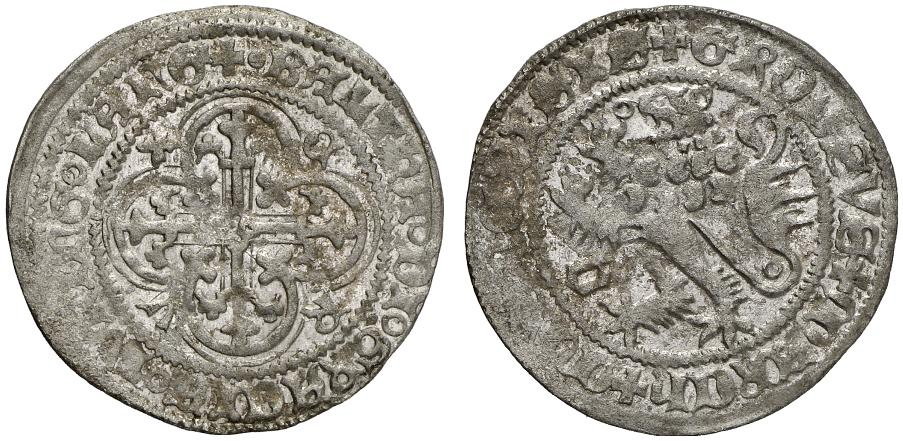
Landgraf Balthasar, Fürstengroschen o. J. (1405/1406), Sangerhausen. (KRUG 572/1)

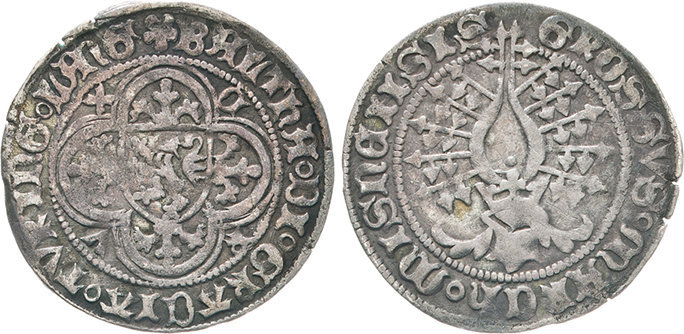
Landgraf Balthasar, Thüringer- oder Helmgroschen o. J. (1405/06), Sangerhausen. (KRUG 578/1)

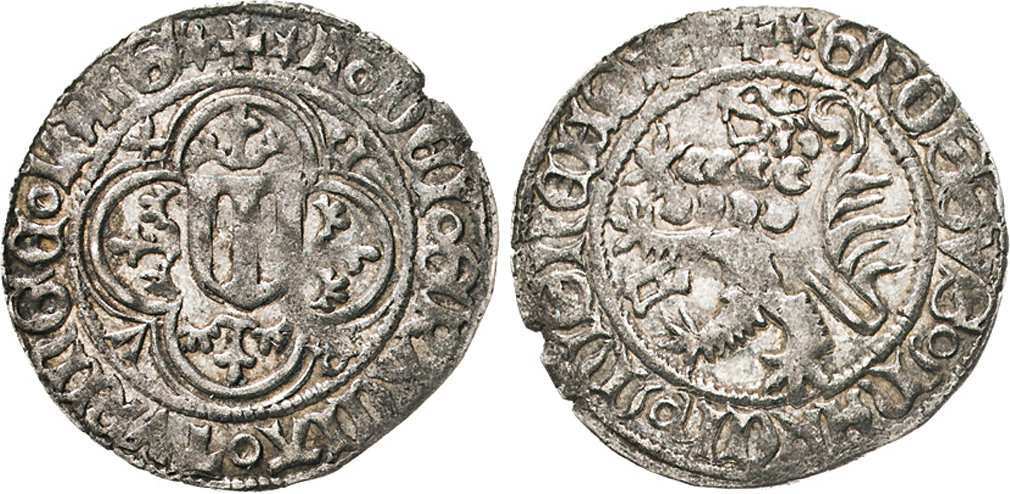
Kurfürst Friedrich II., Neuer Schock- oder 6-Hellergroschen o. J. (1444–1451), Zwickau (und Sangerhausen bis 1449?). (KRUG 807/1)

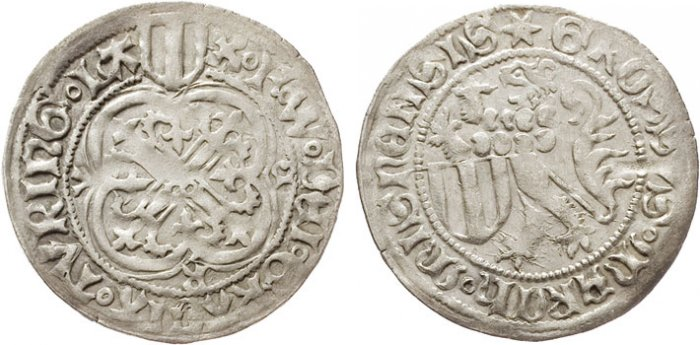
Kurfürst Friedrich II. und Herzog Wilhelm (III.), Schildgroschen o. J. (1442/1444) (1449?), Zwickau (und Sangerhausen bis 1449?). (KRUG 1072/2)

### Landgraf Balthasar von Thüringen
Besondere Kennzeichen der Groschen sind:
- 1391–1393: Zeichen „s“ für Sangerhausen
- 1393–1395: Zeichen „b“ (sogenannte Fürstengroschen bis 1406) und zusätzlich für Sangerhausen CR VX-Beginn unter GRACIA
- 1396–1406: Abgekürzter Name BALthA auf Sangerhäuser Groschen, ebenso wie bei den 1405/06 in Sangerhausen geprägten Helmgroschen (Thüringer Groschen). Auf den Freiberger Groschen ist der abgekürzte Name BALTh eingeprägt.

Folgende Groschenmünzen ließ Balthasar prägen:
- Meißner Groschen 1391–1393, mit einem kleinen s im Feld vor dem steigenden Meißner Löwen sowie mit kleinem Kugelkreuz vor dessen Kopf. Im Vierpass das Lilienkreuz (KRUG 470–472).
- Fürstengroschen 1393–1395, mit b vor dem steigenden Löwen sowie mit Beizeichen Ringel vor oder hinter dem Löwenkopf und in der Schwanzkrümmung. Im Vierpass das Lilienkreuz (KRUG 491–499).
- Fürstengroschen 1396–1406, mit b vor dem steigenden Löwen sowie mit Beizeichen Ringel hinter dem Löwenkopf und in der Schwanzkrümmung oder nur hinter dem Löwenkopf. Im Vierpass das Lilienkreuz. Der abgekürzte Fürstenname für Prägungen in Sangerhausen ist BALThA. Im Zeitraum 1405–1406 zusätzliche Kreuzinterpunktion in der Legende der Rückseite (KRUG 524–539, 556–573).[18]
- Helmgroschen (Thüringer Groschen) 1405–1406. Im Vierpass das mit einem Löwenschild bedeckte Lilienkreuz, auf der Rückseite das mit je sieben seitlichen Stäbchen besetzte Thüringer Helmkleinod. Der abgekürzte Fürstenname auf Prägungen in der Münzstätte Sangerhausen ist BALThA (KRUG 576–579).[19]

### Kurfürst Friedrich II. der Sanftmütige von Sachsen
- Schildgroschen 1442 bis etwa 1449, Münzstätte Zwickau (und Sangerhausen ab 1445?) mit Mmz. Andreaskreuz (Schrägkreuz)/6strahliger Stern, ohne Beizeichen und mit TVRINGE. Das Lilienkreuz im Vierpass, darüber der Landsberger Pfahlschild, rückseitig der nach links steigende Löwe, den Landsberger Schild vor sich haltend (KRUG 741–747).
- Neue Schock- oder 6-Hellergroschen 1444 bis etwa 1451, Münzstätte Zwickau (und Sangerhausen von 1445 bis 1449?) mit beiderseits Mmz. 6-strahliger Stern. Das mit dem Landsberger Pfahlschild belegte Blumenkreuz im Vierpass, rückseitig der nach links steigende Meißner Löwe, davor im Feld ein f (KRUG 804–812).[20]

### Kurfürst Friedrich II. mit seinem Bruder Herzog Wilhelm (III.) von Thüringen
- Schildgroschen 1442/1444 (1449?) Münzstätte Zwickau (und Sangerhausen ab 1445?) mit Mmz. Andreaskreuz (Schrägkreuz)/6strahliger Stern. Das Lilienkreuz im Vierpass, darüber der Landsberger Pfahlschild, rückseitig der nach links steigende Löwe, den Landsberger Schild vor sich haltend (KRUG 1067–1077).[21]

## Münzmeister der Münzstätte Sangerhausen
| Münzmeister                   | von      | bis     | Münzmeisterzeichen                      | Bemerkung                               |
| ----------------------------- | -------- | ------- | --------------------------------------- | --------------------------------------- |
| Nyckel von Meideburg          | 1391     | 1401    |                                         | 1380–1401 auch in Freiberg              |
| Andreas Müller und Sohn Claus | 1402 (?) | 1405/06 |                                         |                                         |
| Jürge Silberborner            | 1442/44  | 1449    | X (Andreaskreuz), sechsstrahliger Stern | in Sangerhausen ab 1445 (?) und Zwickau |